# Championnats du monde d'haltérophilie 1937
Navigation
Édition précédente Édition suivante
Les championnats du monde d'haltérophilie 1937 ont lieu à Paris, en France, du 10 au 12 septembre 1937.

## Palmarès

### Hommes
| Catégorie | Or                     | Or       | Argent                | Argent   | Bronze                | Bronze   |
| --------- | ---------------------- | -------- | --------------------- | -------- | --------------------- | -------- |
| −60 kg    | Georg Liebsch (GER)    | 297.5 kg | Anton Richter (AUT)   | 287.5 kg | Max Walter (GER)      | 287.5 kg |
| −67.5 kg  | Anthony Terlazzo (USA) | 357.5 kg | Robert Fein (AUT)     | 355.0 kg | Karl Jansen (GER)     | 330.0 kg |
| −75 kg    | John Terpak (USA)      | 357.5 kg | Adolf Wagner (GER)    | 340.0 kg | Hans Valla (AUT)      | 340.0 kg |
| −82.5 kg  | Fritz Haller (AUT)     | 375.0 kg | Louis Hostin (FRA)    | 372.5 kg | Anton Gietl (GER)     | 365.0 kg |
| +82.5 kg  | Josef Manger (GER)     | 420.0 kg | Václav Pšenička (TCH) | 405.0 kg | Heinz Schattner (GER) | 395.0 kg |